# تست عدم تعادل انتقالی
تست عدم تعادل انتقالی یک آزمون ارتباط مبتنی بر خانواده است که وجود همبستگی ژنی (به انگلیسی: genetic linkage) را بین یک مارکر ژنتیکی و یک صفت بررسی می‌کند. یک ویژگی مهم این آزمون این است که همبستگی ژنی را فقط در حضور ارتباط ژنتیکی (به انگلیسی: genetic association) شناسایی می‌کند. ارتباط ژنتیکی می‌تواند ناشی از ساختار جمعیت باشد، درحالیکه همبستگی ژنی تحت تأثیر ساختار جمعیت قرار نمی‌گیرد و این باعث می‌شود تا تست عدم تعادل انتقالی تحت تأثیر ساختار جمعیت قرار نگیرد.